# 4369 Сайферт
4369 Сайферт (4369 Seifert) — астероїд головного поясу, відкритий 30 липня 1982 року.
Тіссеранів параметр щодо Юпітера — 3,336.